# Miriam Tlali
Miriam Tiali (Johannesburg, 11 novembre 1933 – 24 febbraio 2017) è stata una scrittrice sudafricana.
Studiò nella scuola anglicana di St Cyprian, in Madibane High School, dopo nell'Università del Witwatersrand finché fu proibita per neri durante l'apartheid e nell'Università nazionale di Lesotho, in Roma, Lesotho, dove non poté continuare per problemi finanziari.
Fu la prima donna nera che pubblicò un romanzo nel suo paese, Muriel at Metropolitan, 1979.

## Premi
- 2005: South African Lifetime Achievement Literary Award
- 2008: Ordine della Ikhamanga in argento

## Opere
- 1979: Between Two Worlds, Longman African Classics (Muriel at Metropolitan)
- 1980: Amandla!, Ravan Press
- 1984: Mihloti, Skotaville Press
- 1989: Soweto Stories, Pandora Press